# Marquesat de Miribel
La senyoria de Miribel fou una jurisdicció feudal de la regió de Bugei.
Va pertànyer al comtes de Chalon. Guillem de Chalon va donar la senyoria a la seva filla Beatriu amb motiu del seu enllaç (1185) amb Ulric senyor de Baugé i Bresse. El fill del matrimoni, Guiu, nascut vers 1186, se'n va anar poc després de 1200 a Terra Santa, i se li va donar el títol de Senyor de Miribel. Es va casar probablement abans de marxar i va morir a Palestina vers el 1210. Va deixar una filla Margarida i com que havia pres el títol fou declarada hereva tot i els drets feudals que van romandre a la casa de Baugé i Bresse (l'hereu fou Reinald, germà de Guiu). Margarida fou casada amb pocs anys amb Hubert V senyor de Beajeau (15 de juliol de 1219) incorporant-se així als dominis del Beaujeu. El 1348 fou conquerida pel delfí del Vienès i annexionada als seus dominis. El 1354 en fou reconeguda la possessió a Savoia. El segle xvi Miribel fou donat en feu a Joan Lluís Coste, comte de Châtillon, i després a Enriqueta de Savoia, marquesa de Villars; les baronies de Miribel, Loyette, Montellier i Sathonay foren erigides en marquesat pel tractat de Montluel, el 21 d'octubre de 1579. En la guerra entre Savoia i França els francesos la van ocupar el 9 de març de 1594 i va restar francesa pel tractat de pau de Lió de 1601. Enriqueta de Savoia, viuda, es va casar en segones noces amb Carles de Lorena duc de Mayenne, i va poder conservat el marquesat però com a feu francès. Va cedir el marquesat a la seva filla Gabriela (28 d'agost de 1611) casada amb Joan de Saulx vescomte de Tavanes; el seu fill Enric Saulx serà el següent marqués; va morir l'11 d'octubre de 1653 sense fills i el marquesat va passar a una altra branca de la família Saulx representada per Noel comte de Beaumont, que va morir el 1679 i va deixar com a successor al seu fill Lluís Armand Maria Saulx de Tavanes, baró de La Marca i senyor de Chambole. El seu fill Lluís Enric Saulx Tavanes fou l'hereu i va morir solter a París el 13 de gener de 1747. Els seus hereus van vendre el marquesat a Lluís Chapuis, senyor de Margnola que el 1763 va cedir el títol al senyor de Juis que el va vendre el 1767 al senyor de Pure, que no el va arribar a pagar, i era marquès encara quan va esclatar la revolució i les prerrogatives nobiliàries foren suprimides la nit del 4 al 5 d'agost de 1789.

## Llista de marquesos de Miribel
- Enriqueta de Savoia 1579-1611
- Gabriela Després 1611-1630
- Enric Saulx 1630-1653
- Noel de Saulx comte de Beaumont 1653-1679
- Lluís Armand Maria Saulx Tavanes 1679-1715
- Lluís Enric de Saulx Tavanes 1715-1747
- Lluís Chapuis 1747-1763
- Senyor de Juis 1763-1767
- Senyor de Pure 1767-1789
- Abolició 1789.